# 極地砂漠

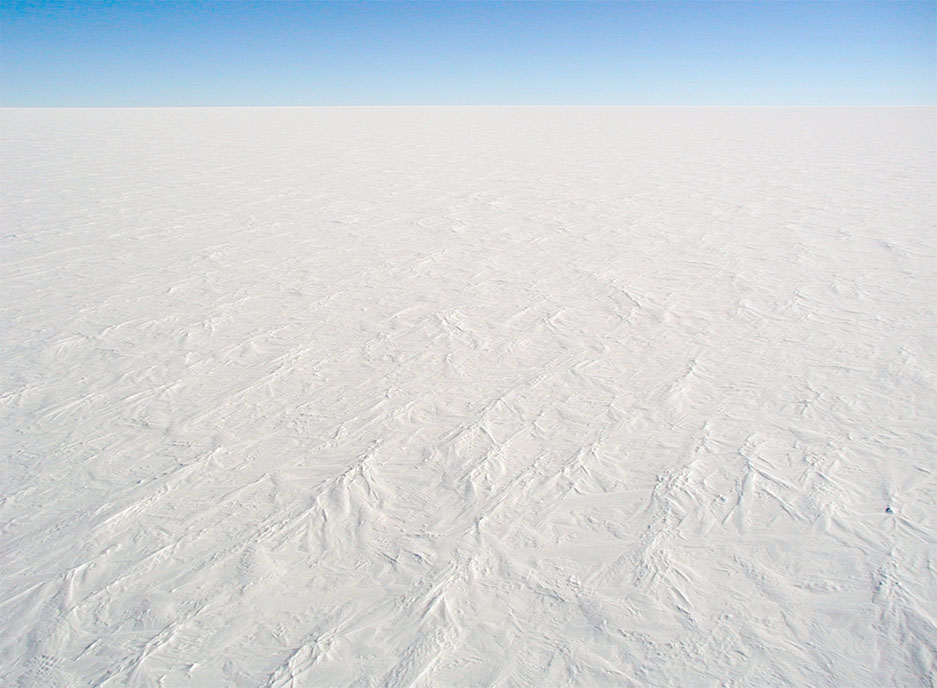
［凝固ー融解］を繰り返したことにより特徴的な模様ができた極地砂漠

極地砂漠 とは、地球上の氷雪気候（ケッペンの分類では「EF」）に当たる地球上の地域のことである。 
極地砂漠は、通常砂漠に分類されるほど降水量が少ないにもかかわらず、年間気温が低く蒸発散が少ないことから真の砂漠（ケッペンの気候区分ではBWhやBWk）と区別される。極地砂漠の多くは氷床、氷原、氷帽に覆われており、白い砂漠とも呼ばれる。
極地砂漠は、北極のツンドラと並び二つの極地バイオームに数えられる。南半球では南極の大部分、北半球では北極から北米、ヨーロッパ、アジアにかけて広がっており、地球の両極に位置するバイオームである。 極地の砂漠は、夏に動植物が生息するツンドラとは異なり、極地砂漠は永久に平らな氷の層からなる不毛の環境である
。 液体の水が少ないため、数少ない氷のない地域も同様である。 しかし、厚い氷の中にある有機物や無機物の堆積物の中には、溶けた水から二酸化炭素を固定することができるシアノバクテリアに近い微生物が生息しており、一見すると生物にとって適した環境でないこの気候に、生命が存在していることを示している。
極地砂漠では、気温が水の凝固点を超えることがよくある。これにより水は「凝固ー融解」を繰り返し、地表には直径5メートルほどの模様が形成される。
南極大陸の内陸部は、厚い氷に覆われているにもかかわらず、そのほとんどが極地砂漠である。逆に、南極大陸のマクマードドライバレーは、滑降風のため何千年も氷が存在しなかったが、非極地砂漠の極地に特有の一時的な小川や超塩湖があり、必ずしも極地砂漠とは言えない。
氷河期は乾燥しやすい傾向があるため、極地砂漠は氷河期に比較的多く見られる。

気候学者からは、このような極地バイオームの氷に対する地球温暖化の影響を懸念されている。

気候に及ぼす影響と蒸散量

## 参照
- 砂漠
- 砂漠化
- 地域別の砂漠のリスト（英語版）
- 大陸別の砂漠のリスト（英語版）
- ツンドラ